# Província dos Açores
Província dos Açores (1832 — 1833) foi uma estrutura administrativa do território do arquipélago dos Açores, criada pelo Decreto n.º 28, de 4 de Junho de 1832, assinado em Ponta Delgada por D. Pedro IV, em nome de sua filha, a rainha D. Maria II, sendo Secretário de Estado dos Negócios do Reino o marquês de Palmela.
A Província dos Açores resultou da extinção da Capitania Geral dos Açores, mantendo, à semelhança da capitania, a sua capital na cidade de Angra do Heroísmo, na ilha Terceira.
A Província estava dividida em três comarcas: Angra, a capital provincial, com um prefeito; Ponta Delgada, com um sub-prefeito; e Horta, igualmente com um sub-prefeito.
A Província dos Açores foi extinta pelo Decreto n.º 64, de 28 de Junho de 1833, que a dividiu em duas: a Província Oriental dos Açores, englobando as ilhas de São Miguel e de Santa Maria, com capital em Ponta Delgada; e a Província Ocidental dos Açores, com capital em Angra e englobando as restantes ilhas do arquipélago.
Esta cisão da Província, feita por exigência das elites da ilha de São Miguel, iniciou o processo que levaria à criação dos distritos das Ilhas Adjacentes.